# Expedice Altaj – Cimrman mezi jeleny
Expedice Altaj – Cimrman mezi jeleny je krátkometrážní mockument režiséra Vojtěcha Kotka z roku 2007, který přibližuje pátrání expedice horolezců a cimrmanologů nazvané Altaj – Cimrman po stopách fiktivního českého umělce Járy Cimrmana na Altaji a jejich snahu splnit jeho sen, aby jeho jméno nesla dosud nepojmenovaná hora.

## Expedice Altaj – Cimrman
Počátkem roku 2007 zahájilo divadlo Járy Cimrmana přípravu výroční výpravy ke 40 letům existence divadla, jejímž cílem bylo zdolání dosud nepojmenované hory v ruském pohoří Altaj. Dle organizátorů bylo snem fiktivního umělce a vynálezce Járy Cimrmana, aby jeho jméno nesl nějaký horský vrchol. Při návratu z rusko-japonské války se měl pokusit o zdolání bezejmenné hory na Altaji, výstup však skončil fiaskem. Divadlo Járy Cimrmana pak touto expedicí mělo tento Cimrmanův sen splnit. Výprava byla podpořena celonárodní sbírkou Národ tobě, Járo Cimrmane a proběhla ve spolupráci s vládou Altajské republiky.
Výprava pod vedením Václava Kotka 3612 metrů vysoký vrchol skutečně zdolala a po návratu zažádala o uznání názvu hora Járy Cimrmana s podtitulem „hora česko-altajského přátelství“. Na vrcholu byla vztyčena vlajka a zakopána kniha se jmény všech, kteří na expedici finančně přispěli.
Při příležitosti konání expedice natočil zúčastněný štáb krátký film o Cimrmanově působení na Altaji, který se v mnohém podobá jinému pseudovědeckému snímku divadla Járy Cimrmana s názvem Stopa vede do Liptákova. Na scénáři se podílel vedle Vojtěcha Kotka také Zdeněk Svěrák. Film uvádí a uzavírá Miloň Čepelka jako zkušený cimrmanolog, samotný děj spočívá v putování expedice a výslechu domorodců.

## Osoby a obsazení
Tučně jsou zvýrazněni členové divadla Járy Cimrmana (DJC), Vojtěch Kotek takto zvýrazněn není, jelikož v době vzniku snímku ještě součástí souboru nebyl.
| Miloň Čepelka       | cimrmanolog, vypravěč                                              |
| Galina Sologubova   | altajská domorodkyně                                               |
| Jevgenij Klepikov   | altajský domorodec                                                 |
| Jura Fatušev        | altajský domorodec                                                 |
| Ruslan Chalka       | altajský domorodec                                                 |
| Václav Kotek        | náčelník expedice, herec DJC                                       |
| Radek Jaroš         | pobočník náčelníka expedice, sportovní velitel za českou stranu    |
| Valerij Šumilov     | pobočník náčelníka expedice, sportovní velitel za altajskou stranu |
| Sergej Šajchislamov | pobočník náčelníka expedice, poradce pro ruské vztahy              |
| Genadij Rumlena     | účastník expedice, herec DJC                                       |
| Petr Reidinger      | účastník expedice, herec DJC                                       |
| Zdeněk Škrdlant     | účastník expedice, herec DJC                                       |
| Václav Verner       | účastník expedice, kulisák DJC                                     |
| Luděk Minařík       | účastník expedice, kulisák DJC                                     |
| Jiří Kalina         | účastník expedice, kulisák DJC                                     |
| Vojtěch Kotek       | účastník expedice, člen štábu                                      |
| Petr Oplatka        | účastník expedice, člen štábu                                      |
| Jiří Černý          | účastník expedice, člen štábu                                      |
| Marek Dvořák        | účastník expedice, člen štábu                                      |
| Radek Kokoř         | účastník expedice, fotograf                                        |
| Michal Hu           | účastník expedice, kuchař                                          |
| Miroslav Pek        | účastník expedice, lékař                                           |
| Sláva Gerasimov     | účastník expedice, horský vůdce                                    |
| Vladimir Končev     | účastník expedice, ministr kultury Altajské republiky              |
| Andrej Archipov     | účastník expedice, zástupce vlády Altajské republiky               |